# Michael Owen Wise
Michael Owen Wise (* 17. Februar 1954) ist ein amerikanischer Altorientalist und Bibelwissenschaftler.
Er studierte an der University of Minnesota (B.A.), der Trinity Evangelical Divinity School in Deerfield, Illinois (M.Div.) und der University of Chicago, wo er 1988 mit der Dissertation The Temple Scroll. Its Composition, Date, Purpose and Provenance promoviert wurde. Danach war er Assistant Professor am Oriental Institute und dem „Department of Near Eastern Languages and Civilizations“ der University of Chicago, bevor er „Professor of Hebrew Bible and Ancient Languages“ am „Department of Biblical and Theological Studies“ des Northwestern College in Saint Paul (Minnesota) wurde.
Sein Hauptforschungsgebiet sind die Schriftrollen vom Toten Meer.

## Veröffentlichungen
- A Critical Study of the Temple Scroll from Qumran Cave 11, Chicago 1990, ISBN 0-918986-63-X
- mit Robert Eisenman: The Dead Sea Scrolls Uncovered, 1992
  - mit Robert Eisenman: Jesus und die Urchristen. Die Qumran-Rollen entschlüsselt, München, Bertelsmann 1993, ISBN 3-570-02214-5
- Thunder in Gemini and other Essays on the History, Language and Literature of Second Temple Palestine, Sheffield 1994, ISBN 1-85075-460-8
- mit Martin Abegg, Edward Cook: The Dead Sea Scrolls. A New Translation, San Francisco 1996
  - mit Martin Abegg, Edward Cook: Die Schriftrollen von Qumran. Übersetzung und Kommentar; mit bisher unveröffentlichten Texten, herausgegeben von Alfred Läpple, Augsburg, Pattloch 1997, ISBN 3-629-00817-8